# حارة نجيب عبد الرب (الشيخ عثمان)
حارة نجيب عبد الرب هي إحدى حارات حي الوحدة الواقع بمديرية الشيخ عثمان التابعة لمحافظة عدن، بلغ تعداد سكانها 8315 نسمة حسب تعداد اليمن لعام 2004.